# Pommiers (Aisne)
Pour les articles homonymes, voir Pommiers.
Pommiers est une commune française située dans le département de l'Aisne, en région Hauts-de-France.
Ses habitants sont les Pomméramiens.

## Géographie

### Localisation
La commune est située à quelques kilomètres au nord-ouest de Soissons.

### Communes limitrophes
Le territoire de la commune est limitrophe de ceux de 7 communes :
| Cuisy-en-Almont | Vauxrezis      | Pasly    |
| Osly-Courtil    | Pommiers       |          |
| Pernant         | Mercin-et-Vaux | Soissons |

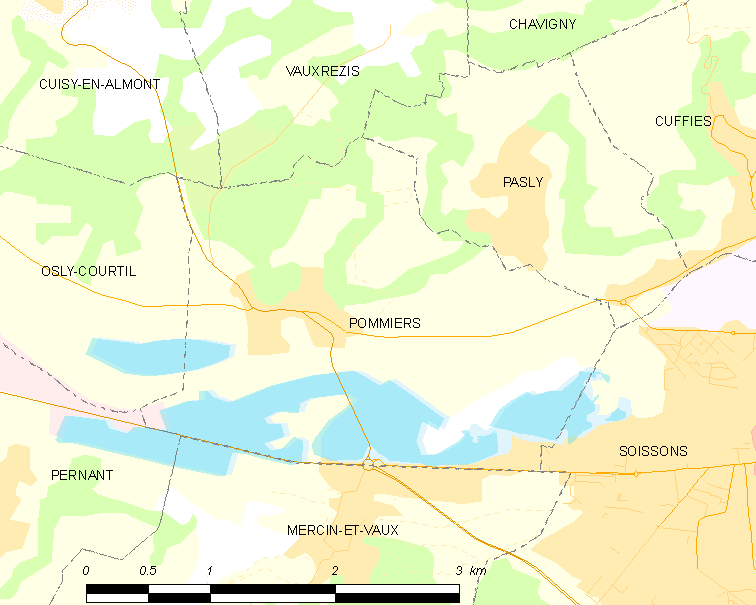
Carte de la commune.
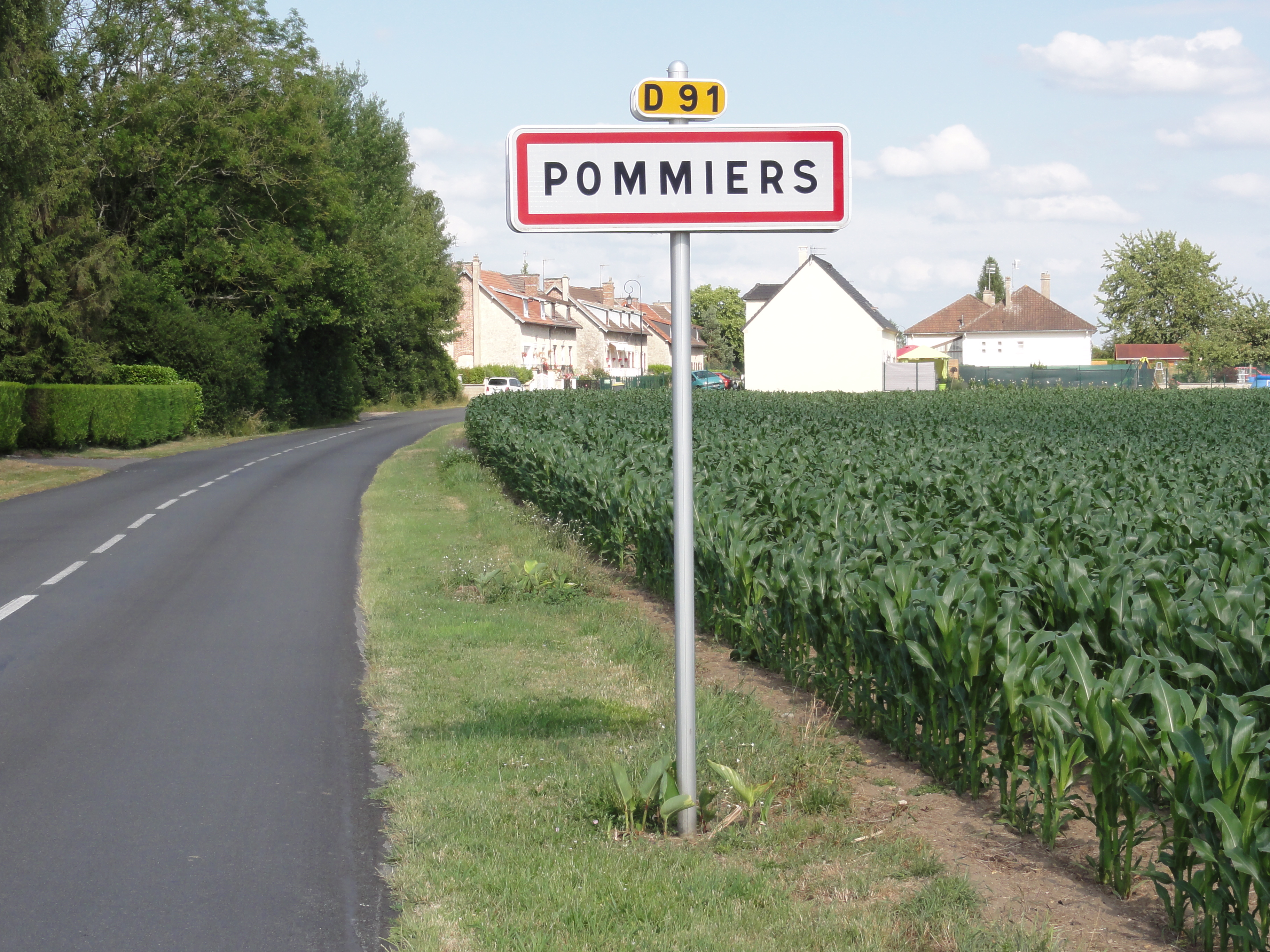
Entrée de Pommiers.
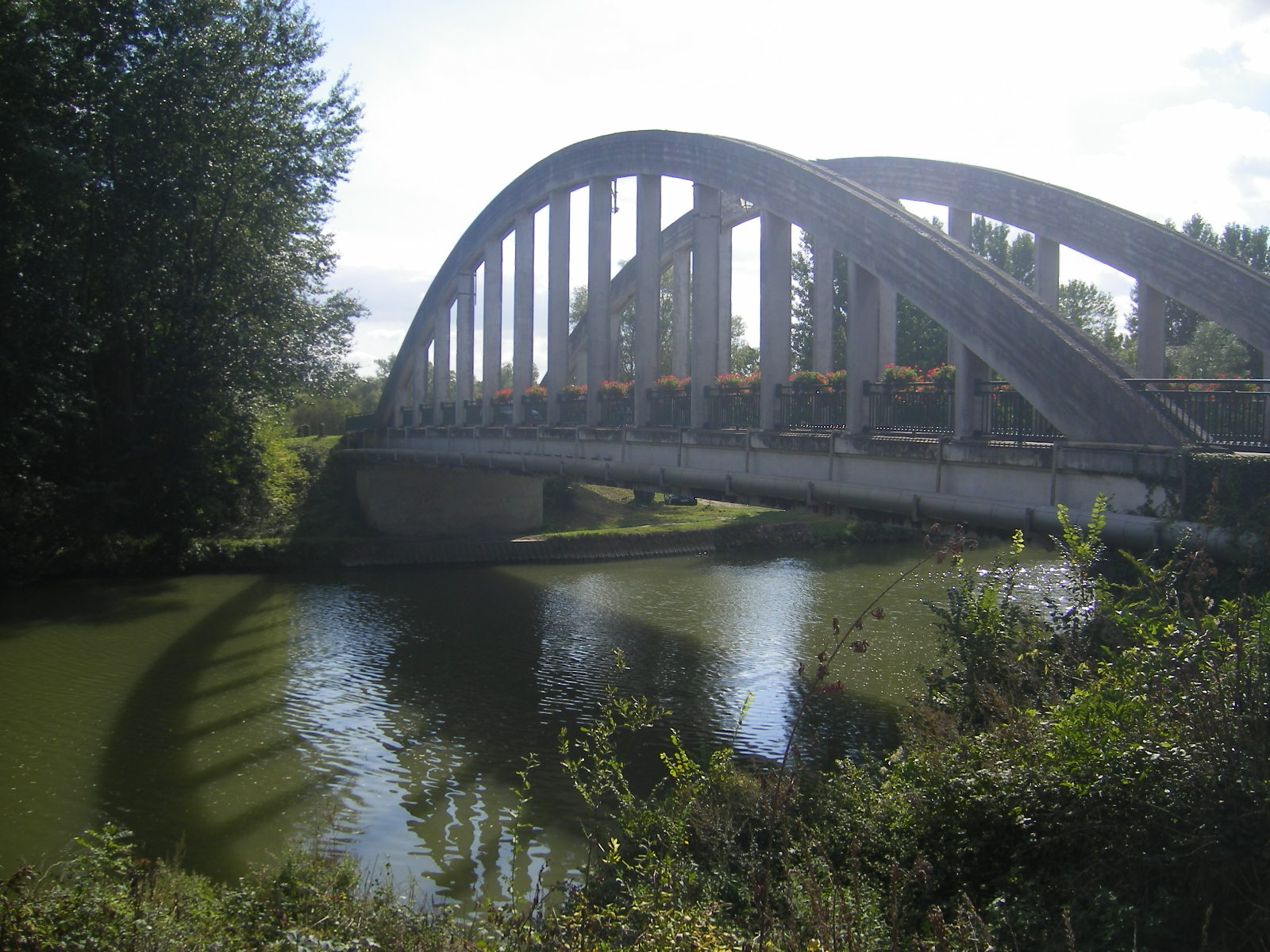
Le pont sur l'Aisne.
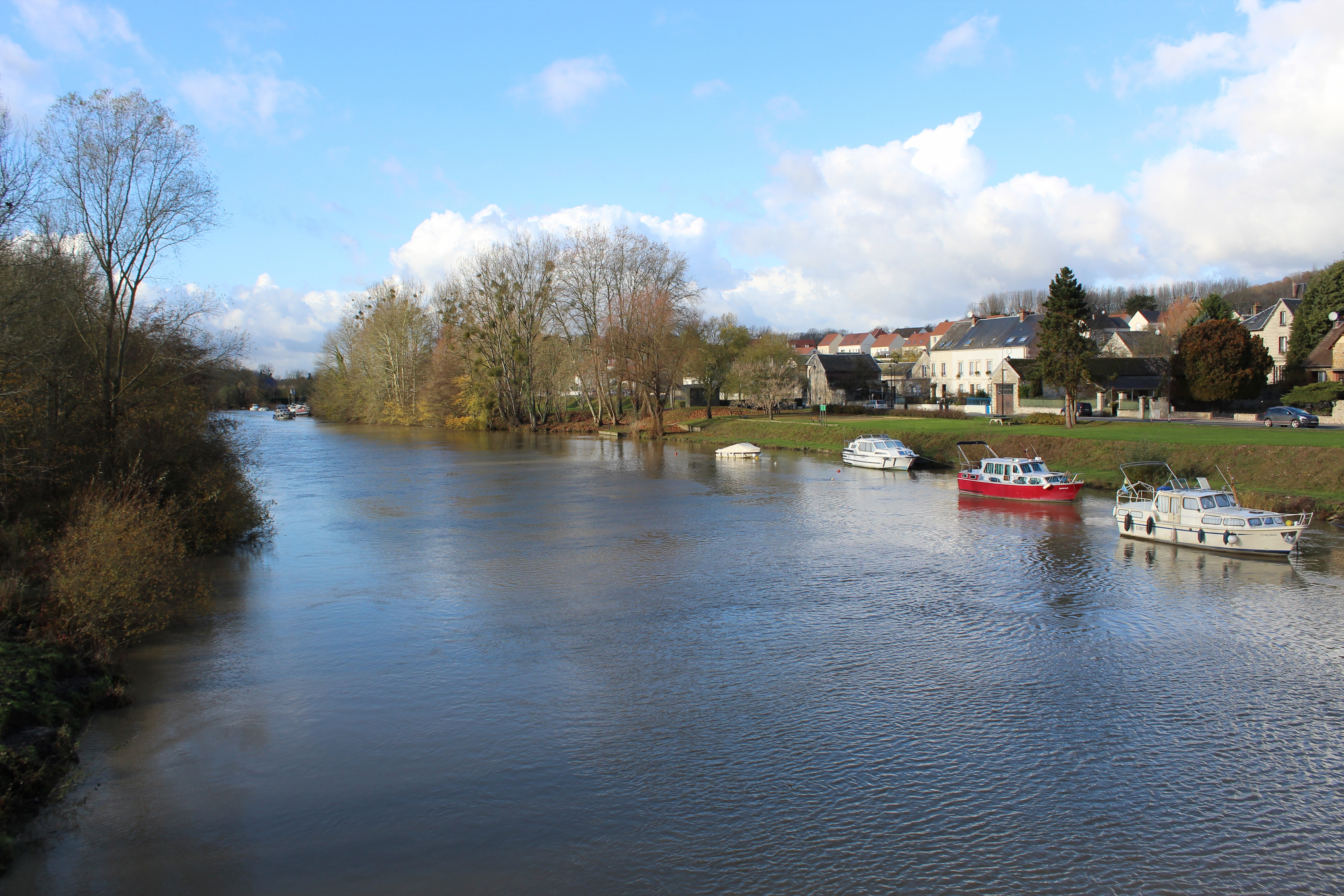
Pommiers sur les rives de l'Aisne.

### Hydrographie
La commune est située dans le bassin Seine-Normandie. Elle est drainée par l'Aisne et le cours d'eau 01 de la Robinette Roland,,.
L'Aisne est un  cours d'eau naturel navigable de 256 km de longueur, traversant les cinq départements Meuse, Marne, Ardennes, Aisne, Oise. Elle est un affluent de rive gauche de l'Oise, ce qui fait d'elle un sous-affluent de la Seine. Les caractéristiques hydrologiques de l'Aisne sont données par la station hydrologique située sur la commune de Soissons. Le débit moyen mensuel est de 59,8 m3/s. Le débit moyen journalier maximum est de 375 m3/s, atteint lors de la crue du 27 mars 2001. Le débit instantané maximal est quant à lui de 379 m3/s, atteint le même jour.

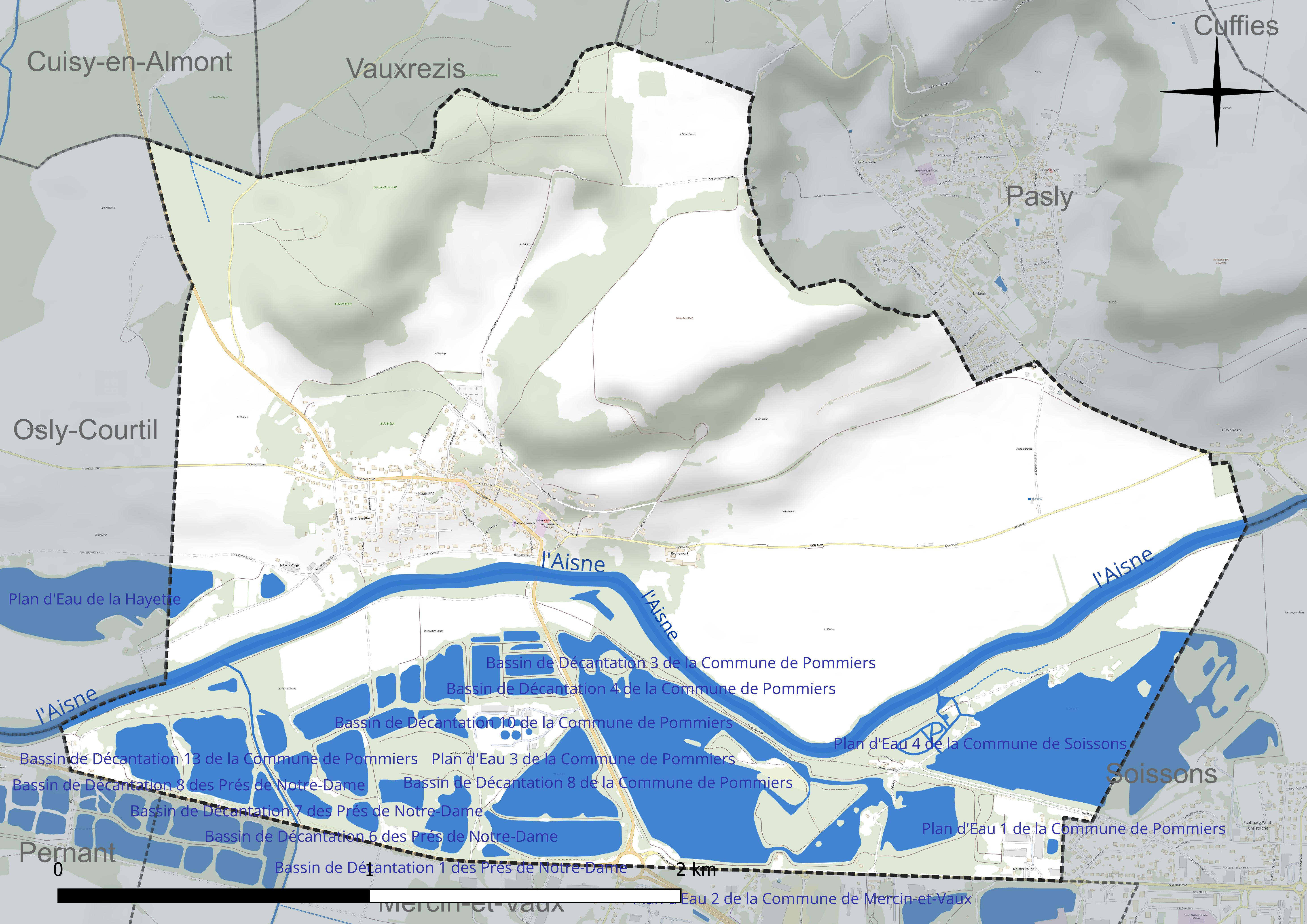
Réseau hydrographique de Pommiers.

Divers plans d'eau complètent le réseau hydrographique : le bassin de décantation 1 de la commune de Pommiers (10,8 ha), le bassin de décantation 10 de la commune de Pommiers (2,3 ha), le bassin de décantation 11 de la commune de Pommiers (1 ha), le bassin de décantation 12 de la commune de Pommiers (0,7 ha), le bassin de décantation 13 de la commune de Pommiers (5,2 ha), le bassin de décantation 14 de la commune de Pommiers (3 ha), le bassin de décantation 2 de la commune de Pommiers (2,1 ha), le bassin de décantation 3 de la commune de Pommiers (1,4 ha), le bassin de décantation 4 de la commune de Pommiers (1,9 ha), le bassin de décantation 5 de la commune de Pommiers (1,3 ha), le bassin de décantation 6 de la commune de Pommiers (1,8 ha), le bassin de décantation 7 de la commune de Pommiers (2,4 ha), le bassin de décantation 8 de la commune de Pommiers (1,1 ha), le bassin de décantation 9 de la commune de Pommiers (2,4 ha), le plan d'eau 1 de la commune de Pommiers (3,8 ha), le plan d'eau 3 de la commune de Pommiers (27,7 ha), le plan d'eau 4 de la Commune de Soissons, d'une superficie totale de 28,2 ha (20,9 ha sur la commune) et le plan d'eau de la Hayette, d'une superficie totale de 13,3 ha (1,5 ha sur la commune),.

### Climat
Pour des articles plus généraux, voir Climat des Hauts-de-France et Climat de l'Aisne.
En 2010, le climat de la commune est de type climat océanique dégradé des plaines du Centre et du Nord, selon une étude du CNRS s'appuyant sur une série de données couvrant la période 1971-2000. En 2020, Météo-France publie une typologie des climats de la France métropolitaine dans laquelle la commune est exposée à un climat océanique altéré et est dans la région climatique Nord-est du bassin Parisien, caractérisée par un ensoleillement médiocre, une pluviométrie moyenne régulièrement répartie au cours de l'année et un hiver froid (3 °C).
Pour la période 1971-2000, la température annuelle moyenne est de 10,7 °C, avec une amplitude thermique annuelle de 15,2 °C. Le cumul annuel moyen de précipitations est de 708 mm, avec 11,9 jours de précipitations en janvier et 8,3 jours en juillet. Pour la période 1991-2020, la température moyenne annuelle observée sur la station météorologique la plus proche, située sur la commune de Braine à 20 km à vol d'oiseau, est de 11,3 °C et le cumul annuel moyen de précipitations est de 662,7 mm,. Pour l'avenir, les paramètres climatiques de la commune estimés pour 2050 selon différents scénarios d'émission de gaz à effet de serre sont consultables sur un site dédié publié par Météo-France en novembre 2022.

## Urbanisme

### Typologie
Au 1er janvier 2024, Pommiers est catégorisée bourg rural, selon la nouvelle grille communale de densité à 7 niveaux définie par l'Insee en 2022.
Elle est située hors unité urbaine. Par ailleurs la commune fait partie de l'aire d'attraction de Soissons, dont elle est une commune de la couronne,. Cette aire, qui regroupe 92 communes, est catégorisée dans les aires de 50 000 à moins de 200 000 habitants,.

### Occupation des sols
L'occupation des sols de la commune, telle qu'elle ressort de la base de données européenne d'occupation biophysique des sols Corine Land Cover (CLC), est marquée par l'importance des territoires agricoles (53,7 % en 2018), en augmentation par rapport à 1990 (52,3 %). La répartition détaillée en 2018 est la suivante : 
terres arables (49,8 %), eaux continentales (21,3 %), forêts (16,4 %), zones urbanisées (8,1 %), prairies (3,9 %), zones industrielles ou commerciales et réseaux de communication (0,4 %).
L'évolution de l'occupation des sols de la commune et de ses infrastructures peut être observée sur les différentes représentations cartographiques du territoire : la carte de Cassini (XVIIIe siècle), la carte d'état-major (1820-1866) et les cartes ou photos aériennes de l'IGN pour la période actuelle (1950 à aujourd'hui).

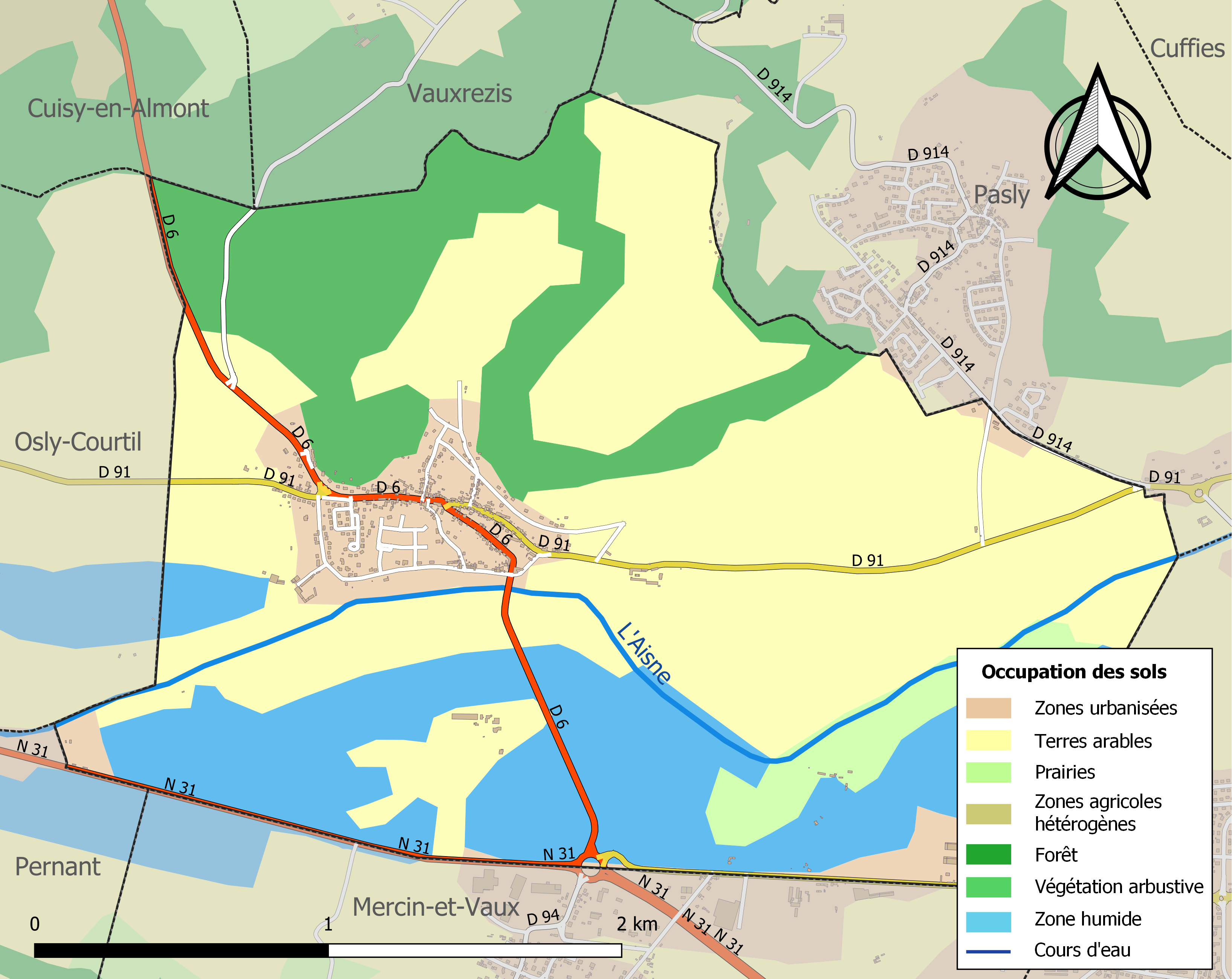
Carte de l'occupation des sols de la commune en 2018 (CLC).

### Voies de communication et transports
La commune est desservie, en 2023, par la ligne 652 du réseau interurbain de l'Oise.

## Toponymie
Dans le dictionnaire du département de l'Aisne de Maximilien Melleville paru en 1865[réf. incomplète], on peut découvrir les différents noms du village : 
- Pommiers en 1231 et sur des actes de 1344,  1374,  1429,  1511, 1600,  1628,  1734 ;
- Pomeriae au XIe siècle ;
- Pomieroe au XIIIe siècle ;
- Pommiers en 1789.

De l'ancien français pumer (« pommier »), du bas latin pomarius (« pommier »), du latin classique pomarium (« verger »).

## Histoire
À Pommiers se trouve un ancien oppidum gaulois, parfaitement visible. Cet oppidum est considéré comme l'emplacement le plus probable  du Noviodunum Suessionum de César (Guerre des Gaules, II, 12), la capitale des Suessions qui, en 57 avant J.-C., lors de la seconde campagne de la conquête, fut assiégé par le général romain. Devant l'ampleur des travaux de terrassement des Romains, les Suessions préférèrent se rendre. Le camp d'attaque et de siège installé par César n'est plus visible.
En 20 avant J.-C, Noviodunum fut délaissé au profit d'Augusta Suessionum (Soissons), que les Romains fondèrent dans la vallée, en hommage à l'empereur Octavien (Auguste).
Durant la Première Guerre mondiale, comme l'ensemble du Soissonnais, Pommìers a connu l'invasion et l'occupation allemandes à partir de début novembre 1914. De par son altitude, c'était un endroit stratégique pour dominer et donc surveiller toute la vallée de l'Aisne, les Allemands l'occuperont jusqu'en 1917. Le village fut complètement détruit.
Il a été décoré de la Croix de guerre 1914-1918 le 21 octobre 1920.

## Politique et administration

### Rattachements administratifs et électoraux
La commune se trouve dans l'arrondissement de Soissons du département de l'Aisne. Pour l'élection des députés, elle fait partie depuis 1988 de la quatrième circonscription de l'Aisne.
Elle a fait partie de 1793 à 1973 du canton de Soissons, année à laquelle il a été scindé et la commune rattachée au canton de Soissons-Nord. Dans le cadre du redécoupage cantonal de 2014 en France, la commune intègre le canton de Soissons-1.

### Intercommunalité
La commune est membre du GrandSoissons Agglomération, créée le 1er janvier 2000, et qui succédait à un SIVOM créé en 1966.

### Liste des maires
| Période                                  | Période                       | Identité            | Étiquette | Qualité                                 |
| ---------------------------------------- | ----------------------------- | ------------------- | --------- | --------------------------------------- |
| Les données manquantes sont à compléter. |                               |                     |           |                                         |
| 1945                                     |                               | François Vendeville |           |                                         |
| 1945                                     |                               | Paul Nicolas        |           |                                         |
| mars 1959                                |                               | Marcel Delizy       |           |                                         |
| juin 1959                                |                               | René Telliez        |           |                                         |
| mars 1977                                |                               | Jean Caudron        |           |                                         |
| juillet 1995                             | 2008                          | Lionel Barriquand   |           |                                         |
| mars 2008                                | mai 2020                      | Francis Couvreur    | DVD       | Retraité Réélu pour le mandat 2014-2020 |
| mai 2020                                 | En cours (au 13 juillet 2020) | Anthony Grando      |           |                                         |

## Démographie
L'évolution du nombre d'habitants est connue à travers les recensements de la population effectués dans la commune depuis 1793. Pour les communes de moins de 10 000 habitants, une enquête de recensement portant sur toute la population est réalisée tous les cinq ans, les populations de référence des années intermédiaires étant quant à elles estimées par interpolation ou extrapolation. Pour la commune, le premier recensement exhaustif entrant dans le cadre du nouveau dispositif a été réalisé en 2008.

En 2022, la commune comptait 738 habitants, en évolution de +13,89 % par rapport à 2016 (Aisne : −1,97 %, France hors Mayotte : +2,11 %).
| 1793 | 1800 | 1806 | 1821 | 1831 | 1836 | 1841 | 1846 | 1851 |
| ---- | ---- | ---- | ---- | ---- | ---- | ---- | ---- | ---- |
| 304  | 330  | 311  | 311  | 348  | 342  | 352  | 385  | 393  |

| 1856 | 1861 | 1866 | 1872 | 1876 | 1881 | 1886 | 1891 | 1896 |
| ---- | ---- | ---- | ---- | ---- | ---- | ---- | ---- | ---- |
| 419  | 423  | 418  | 421  | 414  | 407  | 448  | 433  | 441  |

| 1901 | 1906 | 1911 | 1921 | 1926 | 1931 | 1936 | 1946 | 1954 |
| ---- | ---- | ---- | ---- | ---- | ---- | ---- | ---- | ---- |
| 462  | 493  | 498  | 401  | 493  | 502  | 454  | 433  | 486  |

| 1962 | 1968 | 1975 | 1982 | 1990 | 1999 | 2006 | 2008 | 2013 |
| ---- | ---- | ---- | ---- | ---- | ---- | ---- | ---- | ---- |
| 443  | 437  | 443  | 587  | 646  | 601  | 619  | 624  | 606  |

| 2018 | 2022 | - | - | - | - | - | - | - |
| ---- | ---- | - | - | - | - | - | - | - |
| 729  | 738  | - | - | - | - | - | - | - |

## Culture locale et patrimoine

### Lieux et monuments
- Église Saint-Martin de Pommiers, des XIIe, XIIIe et XVIe siècles, classée monument historique[29].
- Monument aux morts.

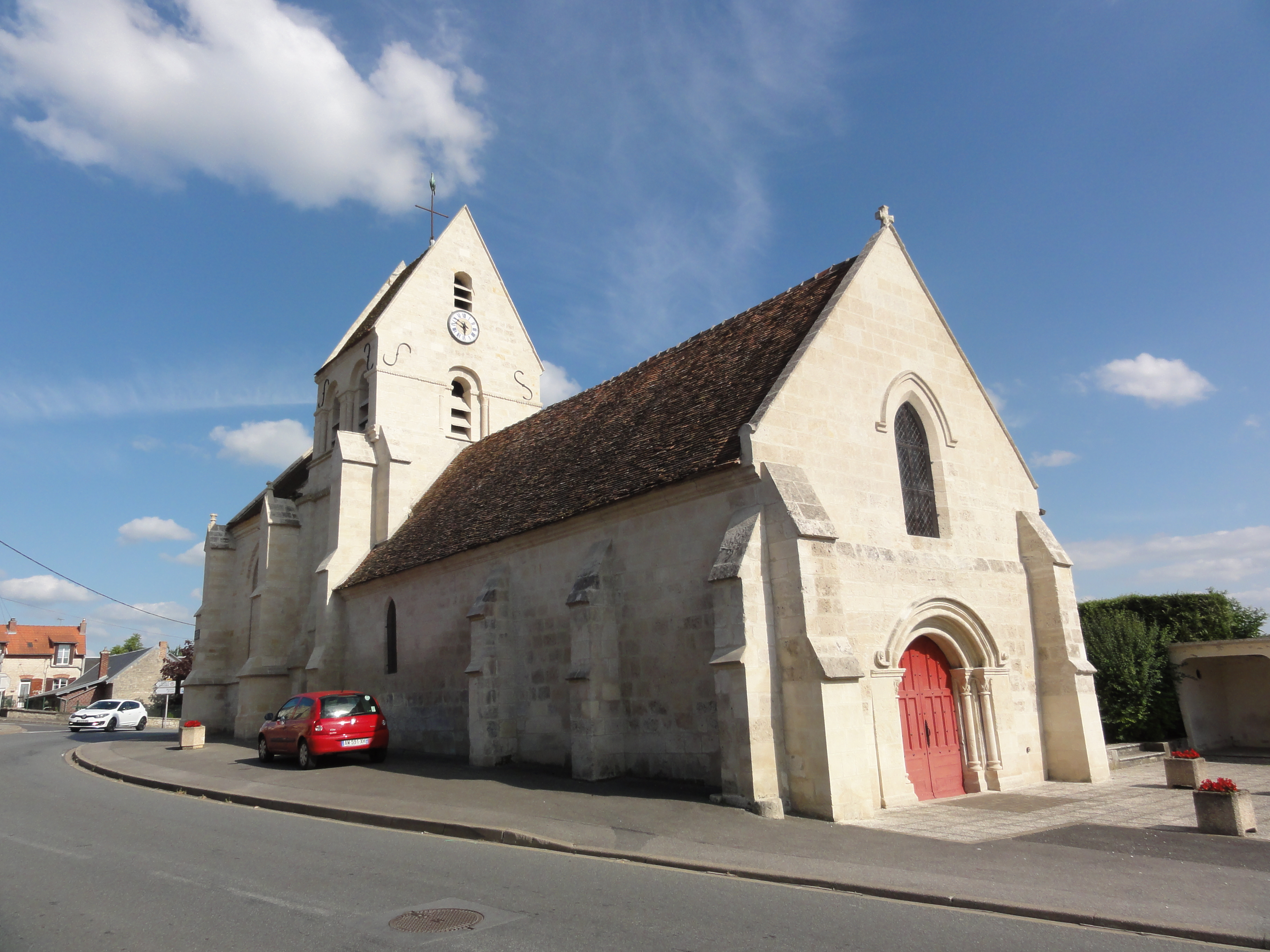
L'église Saint-Martin en 2015, après une restauration.
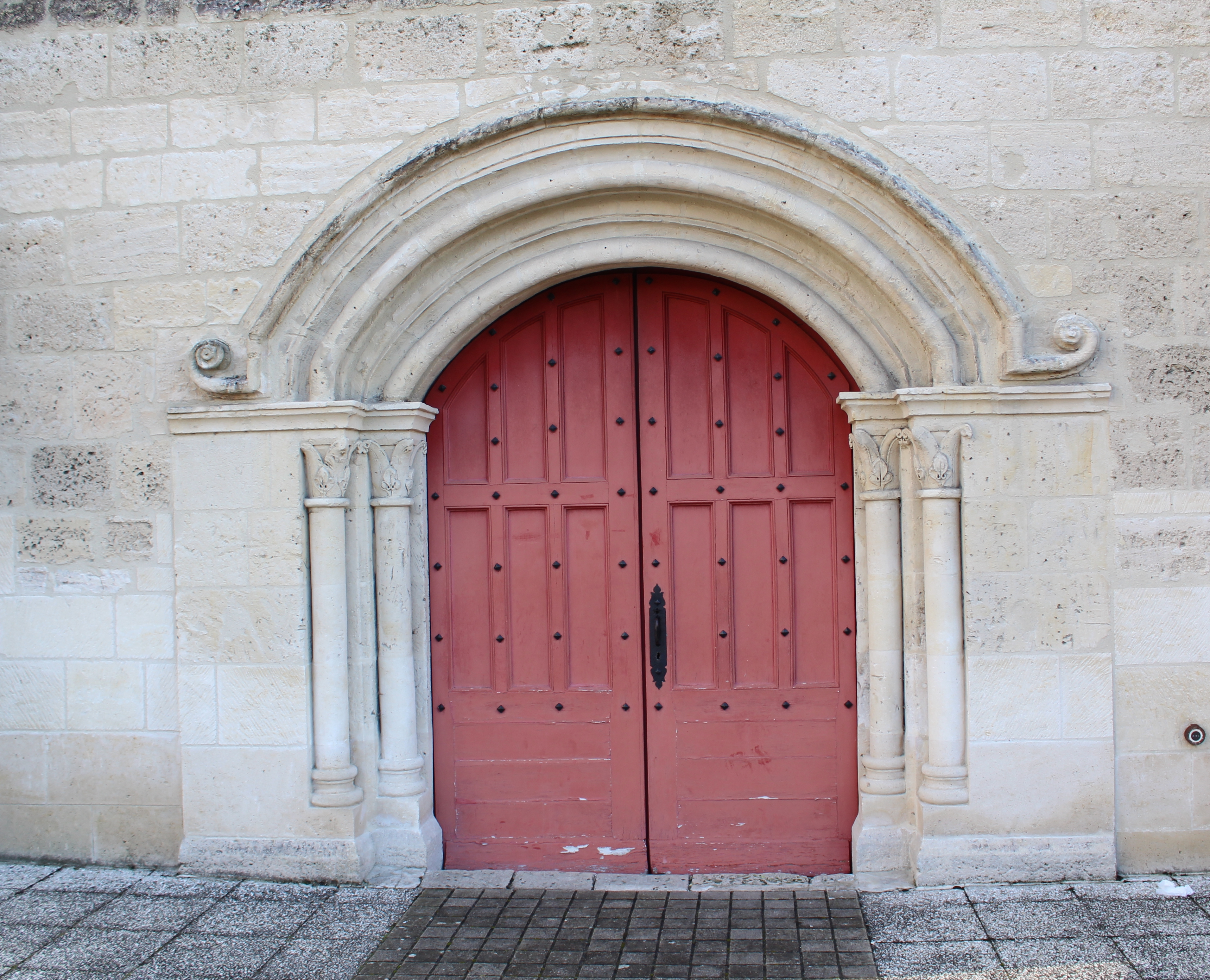
Détail du portail de l'église.
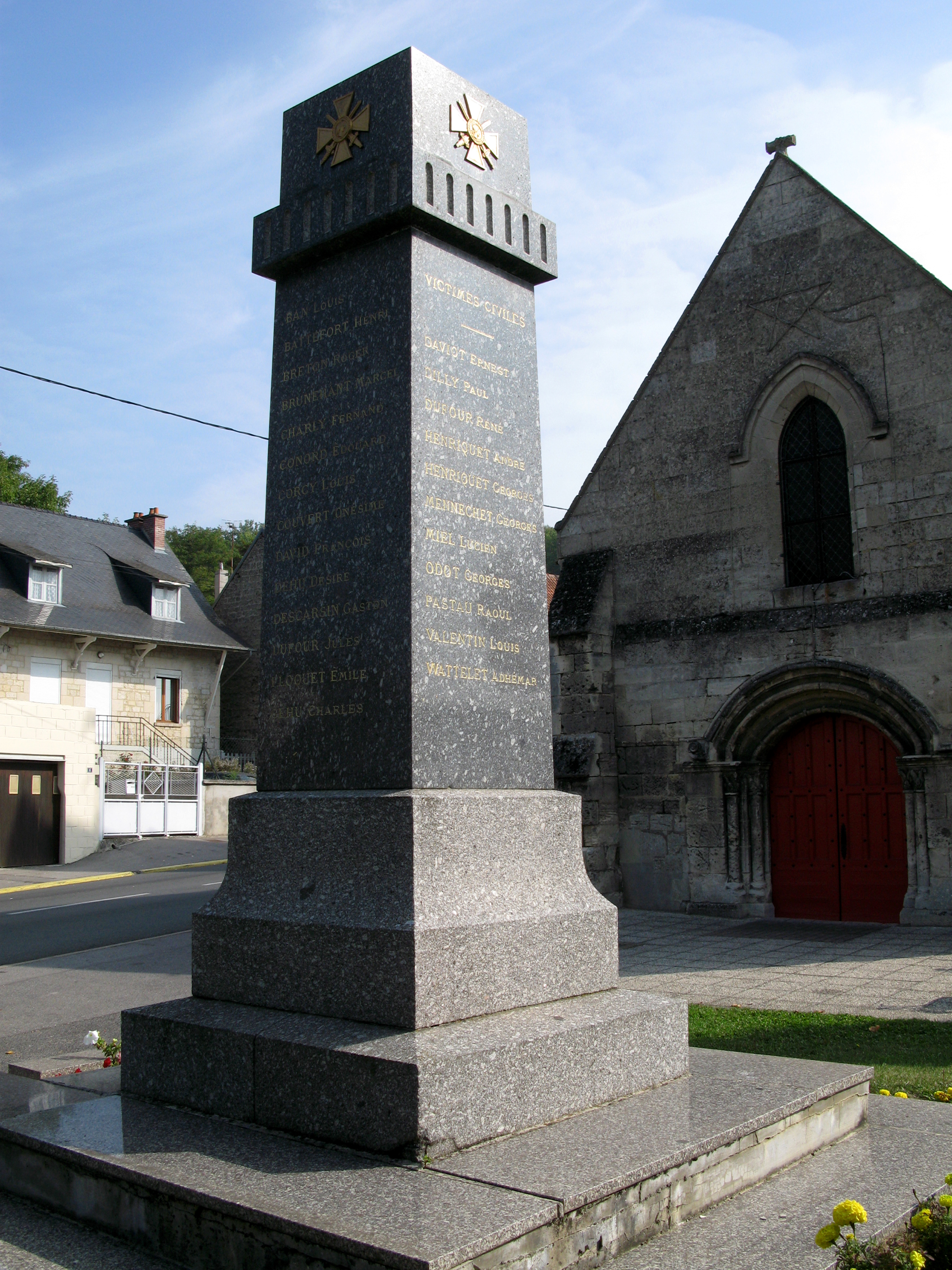
Le monument aux morts.
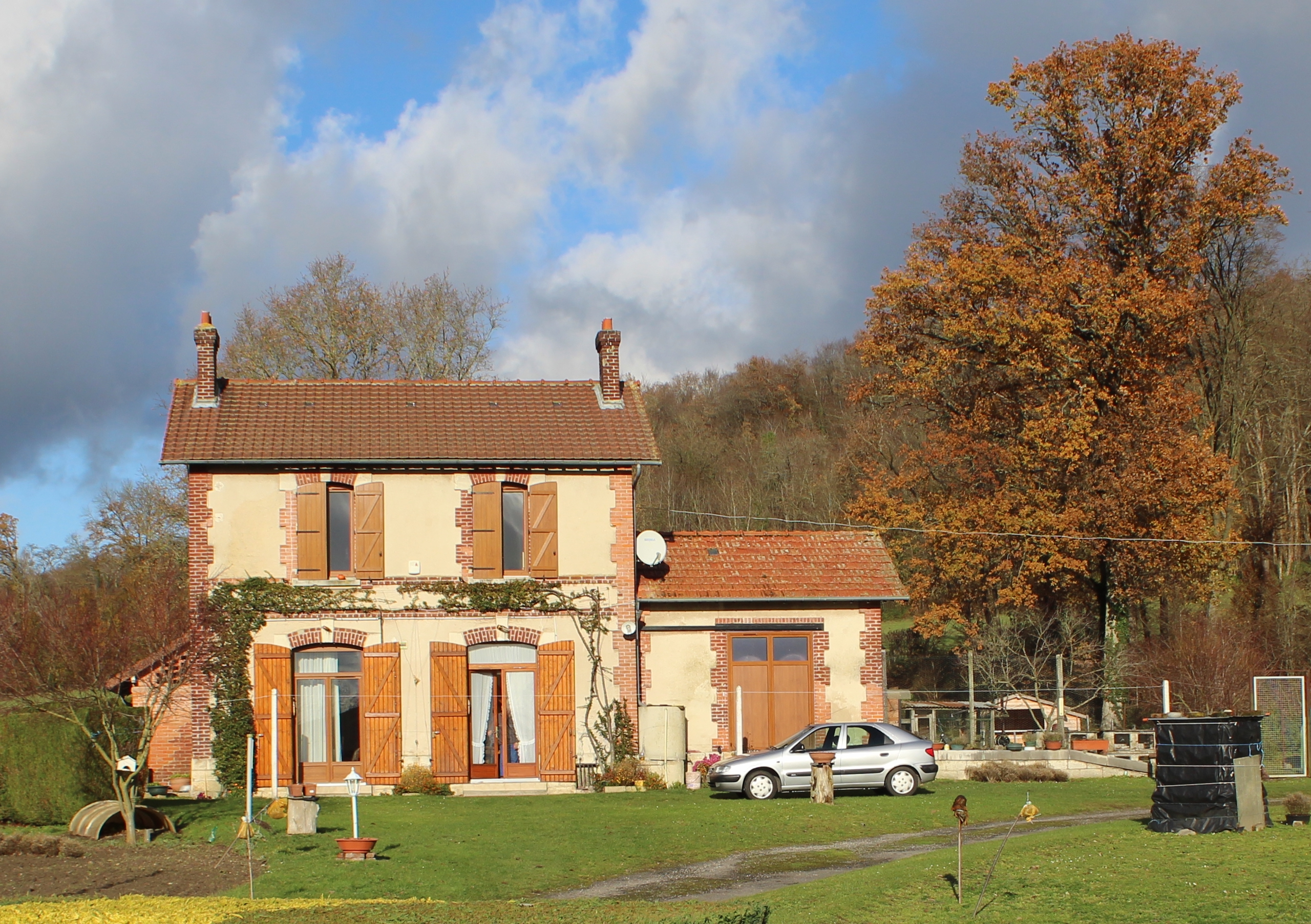
L'ancienne gare.

### Personnalités liées à la commune
- Paul Victor Nice (° en 1843 - † le 14 février 1889 à Pommiers), homme politique axonnais.